# André Mattos (ator)
André Mattos, nome artístico de André de Mello Tavares de Mattos (Rio de Janeiro, 8 de outubro de 1961), é um ator, roteirista, diretor, produtor e humorista brasileiro. Ele recebeu vários prêmios ao longo de sua carreira, incluindo um Prêmio Qualidade Brasil, um Prêmio LABRFF, e um Grande Prêmio do Cinema Brasileiro, além de ter recebido uma indicação no Festival do Rio.
Iniciou a carreira televisiva atuando em humorísticos de Chico Anysio (1931–2012) na década de 1990, mas foi a partir dos anos 2000 que começou a se destacar. Em 2001, interpretou Seu Fininho no humorístico Zorra Total, e em 2002 atua na minissérie O Quinto dos Infernos como Dom João VI. A partir daí, teve papéis de destaque nas telenovelas  Senhora do Destino, Prova de Amor, Caminhos do Coração e Bela, a Feia, ambas da Rede Globo e RecordTV. Em 2015, atuou na série Narcos, produzida pela Netflix.
Em 1996, fez sua estréia nos cinemas em Como Nascem os Anjos. A partir daí teve destaque em filmes como Lisbela e o Prisioneiro, Tropa de Elite 2 e Veneza, que lhe renderam prêmios e indicações. Em 2017, fez sua estreia como cineasta no curta-metragem On Guard: Estado de Alerta.

## Biografia
Filho do casal de atores Emílio e Zélia de Mattos, que se conheceram e se casaram no palco do Teatro Tablado. André foi criado no bairro do Leblon. Após os primeiros estudos, prestou vestibular para engenharia e cursou alguns anos. Mas depois percebeu que sua vocação era mesmo o palco. Mudou-se para Londres e formou-se pela International Advanced Residence Theatre and Television Skincenter. André é ator profissional desde 1984, mas costuma dizer que convive com as artes desde que nasceu. André também é conhecido por sempre colocar humor em seus personagens, mesmo quando estes não são cômicos.
Apadrinhado por Chico Anysio, interpretou o personagem Pedro Bó, originalmente interpretado por Joe Lester, nos humorísticos Escolinha do Professor Raimundo e Chico Total. Em 2001, interpretou o Seu Fininho quando a Escolinha tornou-se um quadro do humorístico Zorra Total.
Em 2002, interpretou Dom João VI na minissérie O Quinto dos Infernos, sendo bastante elogiado por sua performance. Em 2004 interpretou Madruga, segurança de Giovanni Improtta (José Wilker), na telenovela Senhora do Destino, ganhando um prêmio de melhor ator revelação. Em 2005, transferiu-se para a RecordTV, onde atuou na telenovela Prova de Amor como o cômico taxista Padilha. Seu personagem e seu bordão "Dia lindooo!" conquistaram o público e André permaneceu contratado da emissora por vários anos. Atuou na trilogia Os Mutantes como o vampiro Pachola, e em Bela, a Feia como o vilão Ataulfo. Em 2017, retornou a emissora e atuou na telenovela Belaventura como o criminoso Falstaff.
Em 2015, atuou na primeira temporada de Narcos, uma produção colômbio-norte-americana da Netflix, como o traficante Jorge Ochoa.
Nos cinemas, fez sua estréia no drama Como Nascem os Anjos em 1996. Em 1998, teve uma participação em Simão, o Fantasma Trapalhão, ao lado de Renato Aragão. Em 2003, atuou no filme Lisbela e o Prisioneiro, sendo bastante elogiado. Em 2005, fez a dublagem da animação americana Robots. Em 2010, atuou em Tropa de Elite 2, sendo premiado põe sua atuação. Também se destacou em O Nome da Morte, Veneza e em A Sogra Perfeita. Em 2017, fez sua estreia como cineasta e roteirista no curta-metragem Estado de Alerta.

## Filmografia

### Televisão
| Ano           | Título                          | Papel                                 | Nota                                        | Emissra               |
| ------------- | ------------------------------- | ------------------------------------- | ------------------------------------------- | --------------------- |
| 1989          | Que Rei Sou Eu?                 | Soldado morto                         | Participação especial                       | Rede Globo            |
| 1991          | Estados Anysios de Chico City   | Vários personagens                    |                                             | Rede Globo            |
| 1994          | Quatro por Quatro               | Segurança                             | Episódios: "15–16 de novembro"              | Rede Globo            |
| 1995          | História de Amor                | Porteiro                              | Episódio: "8 de novembro"                   | Rede Globo            |
| 1995          | Escolinha do Professor Raimundo | Pedro Bó                              |                                             | Rede Globo            |
| 1996          | Chico Total                     | Pedro Bó                              |                                             | Rede Globo            |
| 1997          | A Justiceira                    | Marcos                                | Episódio: "O Navio Luminoso"                | Rede Globo            |
| 1997          | Mandacaru                       | Hosana                                |                                             | Rede Manchete         |
| 1999          | Andando nas Nuvens              | Pacheco                               |                                             | Rede Globo            |
| 2001          | Os Normais                      | Pires                                 | Episódio: "Surpresas são Normais"           | Rede Globo            |
| 2001          | Escolinha do Professor Raimundo | Seu Fininho                           |                                             | Rede Globo            |
| 2001–04       | Zorra Total                     | Dom João / Vários personagens         |                                             | Rede Globo            |
| 2002          | O Quinto dos Infernos           | D. João VI                            |                                             | Rede Globo            |
| 2002          | A Grande Família                | Delegado Teixeira                     | Episódio: "A Quentinha da Bebel"            | Rede Globo            |
| 2002          | Os Normais                      | Taxista                               | Episódio: "Mais do que Normal"              | Rede Globo            |
| 2003          | Kubanacan                       | Agustín Tallavera                     |                                             | Rede Globo            |
| 2003          | A Grande Família                | Delegado Teixeira                     | Episódio: "O Boca Livre"                    | Rede Globo            |
| 2004          | A Diarista                      | Delegado Teixeira                     | Episódio: "Sua Excelência, o Ócio""         | Rede Globo            |
| 2004          | A Grande Família                | Delegado Teixeira                     | Episódio: "Quem Matou Mário?"               | Rede Globo            |
| 2004          | Carga Pesada                    | Caminhoneiro                          | Episódio: "A Volta da Mãe Pródiga"          | Rede Globo            |
| 2004          | Senhora do Destino              | Vanderlei Madruga (Madruga)           |                                             | Rede Globo            |
| 2005          | A Diarista                      | Dentista                              | Episódio: "Dente Inocente"                  | Rede Globo            |
| 2005          | A Diarista                      | Mendigo bêbado                        | Episódio: "É Fria, Marinete!"               | Rede Globo            |
| 2005          | Mandrake                        | Nivaldo                               | Episódio: "Atum Vizcaya"                    | HBO Brasil            |
| 2005          | Prova de Amor                   | Ariovaldo Padilha (Padilha)           |                                             | RecordTV              |
| 2006          | Alta Estação                    | Willian                               |                                             | RecordTV              |
| 2007          | Caminhos do Coração             | Paulo Pachola (Pachola)               |                                             | RecordTV              |
| 2008          | Os Mutantes                     | Paulo Pachola (Pachola)               |                                             | RecordTV              |
| 2009          | Louca Família                   | Antônio Marcos Pinheiro               | Temporada 1                                 | RecordTV              |
| 2009          | Bela, a Feia                    | Ataulfo Aguiar / Harry / Dona Eulália |                                             | RecordTV              |
| 2010          | Balada, Baladão                 | Balada Baladão                        | Especial de fim de ano                      | RecordTV              |
| 2012          | Balacobaco                      | Antônio Osório (Osório)               |                                             | RecordTV              |
| 2013          | Uma Noite de Arrepiar           | Edilberto Carlos (Bob)                | Especial de fim de ano                      | RecordTV              |
| 2014          | Plano Alto                      | Deputado Luís Siqueira (Papudo)       |                                             | RecordTV              |
| 2015          | Narcos                          | Jorge Luis Ochoa                      | Temporada 1                                 | Netflix               |
| 2017          | Belaventura                     | Falstaff                              |                                             | RecordTV              |
| 2018          | Além da Ilha                    | Theodoro                              |                                             | Multishow             |
| 2019          | Impuros                         | Toninho                               |                                             | Fox Premium           |
| 2020          | Homens?                         | Pai de Gustavo                        | Episódios: "5", "6" e "8"                   | Comedy Central Brasil |
| 2021          | Dom                             | Sargento Figueira                     | Episódios: "Aprisionado" "Polícia e Ladrão" | Amazon Prime Video    |
| 2021–presente | Tô de Graça                     | Moreira                               |                                             | Multishow             |
| 2022          | Poliana Moça                    | Gatuno                                |                                             | SBT                   |
| 2023–24       | A Infância de Romeu e Julieta   | Fausto Pórcia                         |                                             | SBT                   |
| 2024          | O Jogo que Mudou a História     | Aílton                                |                                             | Globoplay             |
| 2024          | Vai que Cola                    | Coronel Sassá                         | 12ª Temp. - Episódio 10                     | Multishow             |
| 2025–26       | Três Graças                     | Delegado Jairo Barroso                |                                             | TV Globo              |

### Cinema
| Ano  | Título                                        | Papel                             | Nota                                        |
| ---- | --------------------------------------------- | --------------------------------- | ------------------------------------------- |
| 1996 | Como Nascem os Anjos                          | Maguila                           |                                             |
| 1998 | Simão, o Fantasma Trapalhão                   | Garçom da Lanchonete              |                                             |
| 2003 | Lisbela e o Prisioneiro                       | Tenente Guedes                    |                                             |
| 2005 | Robôs                                         | Manivela (voz)                    | Dublagem                                    |
| 2010 | Tropa de Elite 2                              | Deputado Fortunato                |                                             |
| 2010 | Muita Calma Nessa Hora                        | Bandeirante                       |                                             |
| 2013 | Giovanni Improtta                             | Madruga / Delegado Paulinho       |                                             |
| 2013 | Odeio o Dia dos Namorados                     | Marcos                            |                                             |
| 2013 | Vendo ou Alugo                                | Pastor                            |                                             |
| 2014 | Os Caras de Pau em O Misterioso Roubo do Anel | Manuel Capone                     |                                             |
| 2015 | Batman: Personal Issues                       | Comissário Gordon                 | Curta-metragem                              |
| 2016 | Pelé: O Nascimento de uma Lenda               | Treinador do Santos Futebol Clube |                                             |
| 2017 | Jeitosinha                                    | Ambrósio                          |                                             |
| 2017 | On Guard: Estado de Alerta                    | Locutor                           |                                             |
| 2017 | Divórcio                                      | Lobão                             |                                             |
| 2017 | O Nome da Morte                               | Cícero                            |                                             |
| 2017 | Ninguém Entra, Ninguém Sai                    | Coronel Padilha                   |                                             |
| 2018 | The Dream/A Brazilian Urban Legend            | Domingos Oliveira                 | Curta-metragem; também diretor e roteirista |
| 2018 | Aconteceu na Quarta-Feira                     | Marco                             |                                             |
| 2019 | B.O.                                          | Pai                               |                                             |
| 2019 | O Amor Dá Trabalho                            | Dr. Magalhães                     |                                             |
| 2019 | Veneza                                        | Mestre                            |                                             |
| 2020 | Lições de um Salvamento                       | Antenor                           |                                             |
| 2020 | Ladybug                                       | Marcelo                           | Curta-metragem                              |
| 2020 | A Sogra Perfeita                              | Jaílson                           |                                             |
| 2020 | O Segredo de Sara                             | Pai                               |                                             |
| 2021 | O Futuro do Passado                           | Mago George                       |                                             |
| 2021 | O Grande Poeta                                | O Poeta                           | Curta-metragem; Também diretor              |
| 2021 | Uma luz no fim do Túnel                       | Beto                              |                                             |
| 2022 | Eike - Tudo ou Nada                           | Governador Sobral                 |                                             |
| 2023 | Um Ano Inesquecível - Verão                   | Prefeito Otávio Torres            |                                             |
| 2023 | Elementos                                     | Brasa (voz)                       | Dublagem                                    |
| 2023 | União Instável                                | Cachorro Louco                    |                                             |
| 2024 | Licença para Enlouquecer                      | Eucleciano                        |                                             |
| 2024 | Mallandro, o Errado Que Deu Certo             | Delegado                          |                                             |
| 2025 | Todo Mundo (Ainda) Tem Problemas Sexuais      | Marco                             |                                             |

## Prêmios e indicações
| Ano  | Associações                         | Categoria                                                | Nomeações                                      | Resultado | Ref.   |
| ---- | ----------------------------------- | -------------------------------------------------------- | ---------------------------------------------- | --------- | ------ |
| 1996 | Prêmio Coca-Cola de Teatro Infantil | Melhor Ator                                              | Dois Idiotas Sentados, Cada Qual no Seu Barril | Indicado  | [ 10 ] |
| 2001 | Prêmio Qualidade Brasil             | Televisão: Melhor Ator Revelação de Programa Humorístico | Escolinha do Professor Raimundo                | Venceu    | [ 11 ] |
| 2003 | Prêmio Qualidade Brasil             | Cinema: Melhor Ator Coadjuvante                          | Lisbela e o Prisioneiro                        | Indicado  |        |
| 2005 | Troféu Super Cap de Ouro            | Melhor Ator                                              | Senhora do Destino                             | Venceu    | [ 12 ] |
| 2011 | Grande Prêmio do Cinema Brasileiro  | Melhor Ator Coadjuvante                                  | Tropa de Elite 2                               | Venceu    | [ 13 ] |
| 2017 | Festival do Rio                     | Melhor Ator Coadjuvante                                  | O Nome da Morte                                | Indicado  |        |
| 2019 | Los Angeles Brazilian Film Festival | Melhor Ator Coadjuvante                                  | Veneza                                         | Venceu    |        |